# Axabeba
Uma axabeba é um antigo instrumento de sopro mourisco, uma espécie de charamela.